# Piet Thöenes

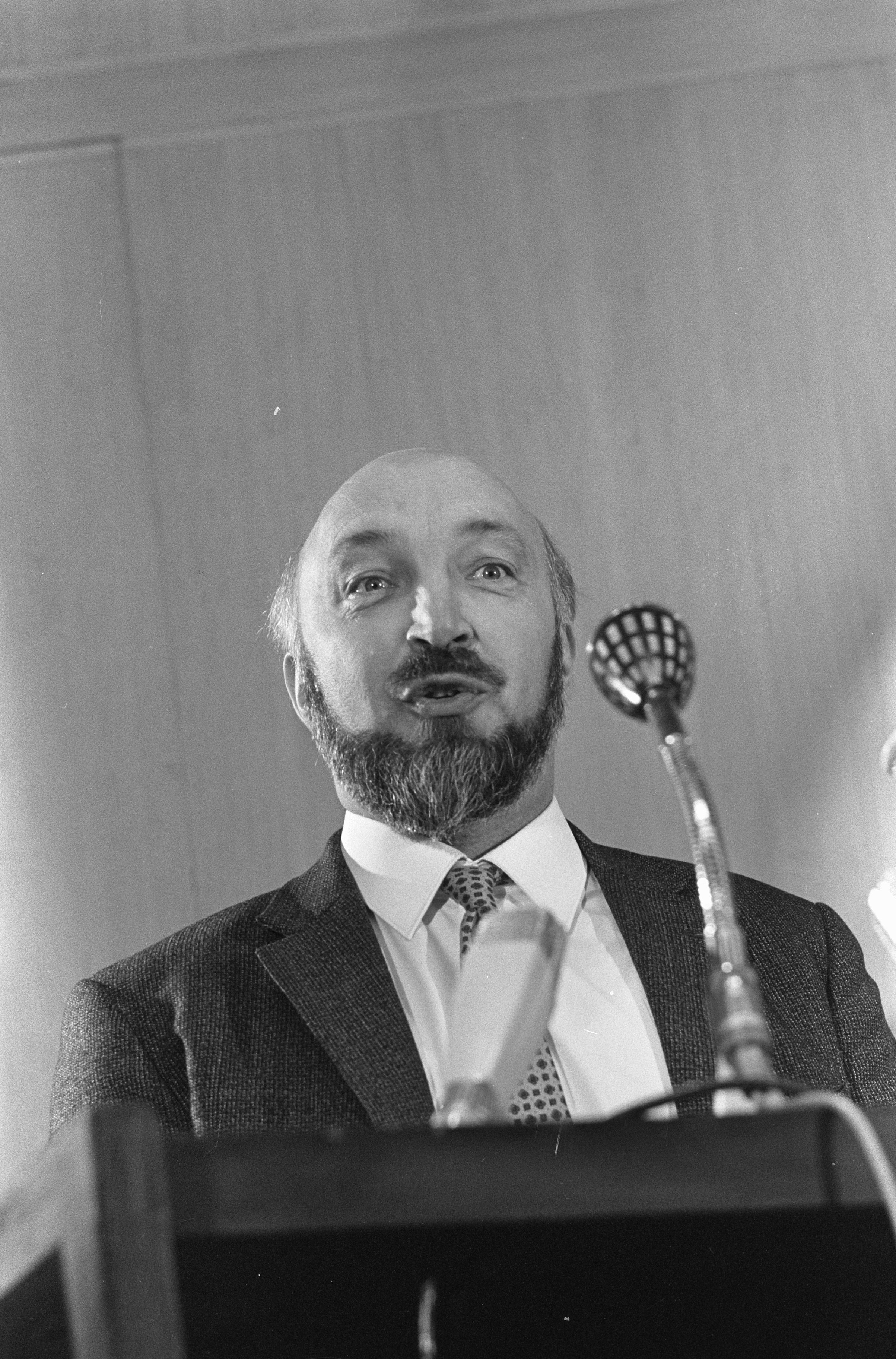
Piet Thöenes in 1966

Piet Thöenes, bekend onder de naam Thoenes (Rotterdam, 26 augustus 1921 - Utrecht, 12 juli 1995), was een Nederlands socioloog. In 1962 promoveerde hij aan de Rijksuniversiteit Leiden bij Frederik van Heek op een proefschrift getiteld: De elite in de verzorgingsstaat. Sociologische proeve van een terugkeer naar domineesland.
In dit proefschrift gaf Thöenes voor het eerst een definitie van de verzorgingsstaat zoals die zich sinds de Tweede Wereldoorlog in de moderne westerse wereld had ontwikkeld. Hij noemde drie onderscheidende kenmerken van de verzorgingsstaat:
1. Een systeem van overheidszorg, dat zich garant stelt voor het collectieve welzijn;
2. Handhaving van een kapitalistisch productiesysteem;
3. Een democratisch politiek systeem.

Het eerste kenmerk vormde een aanleiding voor verder sociologisch onderzoek naar het ontwikkelingsproces van westerse samenlevingen. Het democratische en kapitalistische karakter hadden de westerse samenlevingen al langere tijd. Maar expansie van de zorgtaken van de overheid kwam pas na de Tweede Wereldoorlog in een stroomversnelling.
Een  systeem van overheidszorg dat zich garant stelt voor het collectieve welzijn kent volgens Thöenes verschillende aspecten:
- Sociale bescherming: de overheid beoogt mensen te verzekeren van een redelijk bestaan in tijden van tegenslag;
- Reductie in de willekeur van bestaansmogelijkheden: met behulp van inkomensafhankelijke heffingen en voorzieningen streeft de overheid naar beperking van de welvaartsverschillen in de samenleving;
- Sociale integratie: de overheid stimuleert deelname aan het maatschappelijk verkeer met behulp van onderwijs, maatschappelijk werk en sociale voorzieningen.

Met het tweede kenmerk onderscheidt Thöenes de westerse verzorgingsstaat van socialistische samenlevingen, waarin wel sprake is van een systeem van overheidszorg maar niet van een vrije markt. Het derde kenmerk onderscheidt de westerse verzorgingsstaat van communistische of fascistische systemen, waarin geen democratische instellingen bestaan.
In 1964 werd Thöenes buitengewoon hoogleraar bij het Institute of Social Studies te Den Haag. Hij was ook actief in de humanistische beweging. 
In 1968 werd hij benoemd aan de Universiteit van Utrecht tot hoogleraar in de algemene en theoretische sociologie, als opvolger van Kruijt. In die periode ging hij zich steeds meer interesseren in beleidsvraagstukken en richtte hij de vakgroep ‘planning en beleid’ op.
Hij had een actieve bijdrage bij de totstandkoming van de Universiteit voor Humanistiek en was voorzitter van het Humanistisch Archief- en Documentatiecentrum, de voorloper van het Humanistisch Historisch Centrum.